# Acupalpus
Acupalpus es un  género de coleópteros adéfagos de la familia Carabidae. Habita en Eurasia y hay 17 especies en Norteamérica. Se los encuentra cerca de agua y en vegetación espesa.

## Especies
Hay 130 especies de distribución mundial, en 9 subgéneros. Algunas especies:
- Acupalpus alluaudianus Lorenz, 1998
- Acupalpus alternans (Leconte, 1853)
- Acupalpus alumnus Basilewsky, 1946
- Acupalpus angulatus W.J.Macleay, 1871
- Acupalpus angulosus Lorenz, 1998
- Acupalpus antongilensis Jeannel, 1948
- Acupalpus assamicus Jedlicka, 1964
- Acupalpus bifossulatus Solier, 1849
- Acupalpus brunnicolor (Sloane, 1898)
- Acupalpus brunnipes (Sturm, 1825)
- Acupalpus canadensis Casey, 1924
- Acupalpus cantabricus (Brulerie, 1868)
- Acupalpus carus (Leconte, 1863)
- Acupalpus convexulus Darlington, 1934
- Acupalpus derogatus Walker, 1858
- Acupalpus dimidiatus Brulle, 1838
- Acupalpus djemdjemensis Basilewsky, 1948
- Acupalpus dubius Schilsky, 1888
- Acupalpus egenus Peringuey, 1896
- Acupalpus elegans (Dejean, 1829)
- Acupalpus erythroderes Blanchard, 1843
- Acupalpus exiguus Dejean, 1829
- Acupalpus flaviceps (Motschulsky, 1850)
- Acupalpus flavicollis (Sturm, 1825)
- Acupalpus flavilimbus (Leconte, 1868)
- Acupalpus foveicollis Solier, 1849
- Acupalpus glabrus Louwerens, 1952
- Acupalpus gracilis Boheman, 1848
- Acupalpus guttiger Schauberger, 1938
- Acupalpus haemorrhous Louwerens, 1952
- Acupalpus hilaris Tschitscherine, 1899
- Acupalpus hydropicus (Leconte, 1863)
- Acupalpus ibericus Jaeger, 1988
- Acupalpus indistinctus Dejean, 1831
- Acupalpus inornatus Bates, 1873
- Acupalpus inouyei Habu, 1980
- Acupalpus insidiosus Peringuey, 1896
- Acupalpus interstitialis Reitter, 1884
- Acupalpus iridens (Motschulsky, 1864)
- Acupalpus jaegeri Kataev, 1996
- Acupalpus kundelunguensis Basilewsky, 1951
- Acupalpus laevicollis G.Muller, 1942
- Acupalpus laferi Kataev & Jaeger, 1997
- Acupalpus lamprotus (Bates, 1891)
- Acupalpus latipennis Jeannel, 1948
- Acupalpus latiusculus Basilewsky, 1951
- Acupalpus leleupi Basilewsky, 1951
- Acupalpus limbatus Gebler, 1833
- Acupalpus longulus Dejean, 1829
- Acupalpus lucasi (Gaubil, 1849)
- Acupalpus lucens (Casey, 1914)
- Acupalpus luteatus (Duftschmid, 1812)
- Acupalpus maculatus (Schaum, 1860)
- Acupalpus mediterraneus Csiki, 1932
- Acupalpus meridianus (Linnaeus, 1761)
- Acupalpus micheli Jeannel, 1948
- Acupalpus morulus Reitter, 1884
- Acupalpus nanellus Casey, 1914
- Acupalpus nesophilus Andrewes, 1936
- Acupalpus nigronitidus Blanchard, 1843
- Acupalpus notatus Mulsant & Rey, 1861
- Acupalpus oliveirae Reitter, 1884
- Acupalpus omoxanthus Basilewsky, 1949
- Acupalpus ovatulus Bates, 1889
- Acupalpus paludicola Reitter, 1884
- Acupalpus parelaphus Vinson, 1935
- Acupalpus partiarius (Say, 1823)
- Acupalpus parvulus (Sturm, 1825)
- Acupalpus pauperculus Dejean, 1829
- Acupalpus planicollis (Schaum, 1857)
- Acupalpus pumilus Lindroth, 1968
- Acupalpus punctatus (Jedlicka, 1936)
- Acupalpus puncticollis (Coquerel, 1859)
- Acupalpus punduanus Basilewsky, 1946
- Acupalpus rectangulus Chaudoir, 1868
- Acupalpus rhombotus Andrewes, 1936
- Acupalpus ruandanus Basilewsky, 1956
- Acupalpus sikkimensis Andrewes, 1930
- Acupalpus silaceus Dejean, 1831
- Acupalpus simplex (Peringuey, 1896)
- Acupalpus sinuellus Bates, 1892
- Acupalpus sobosanus Habu, 1954
- Acupalpus storozhenkoi Lafer, 1989
- Acupalpus stricticollis Jeannel, 1948
- Acupalpus suturalis Dejean, 1829
- Acupalpus tachioides (Sloane, 1900)
- Acupalpus testaceipes Blanchard, 1843
- Acupalpus testaceus Dejean, 1829
- Acupalpus trapezus (Fauvel, 1882)
- Acupalpus turcicus Jaeger, 1992
- Acupalpus umbripennis Peringuey, 1896
- Acupalpus usambaranus Basilewsky, 1951
- Acupalpus ussuriensis Lafer, 1989
- Acupalpus vadoni Jeannel, 1948
- Acupalpus viduus Dejean, 1829
- Acupalpus zaerensis Antoine, 1922